# Felipe Rodolfo Sapag
Felipe Rodolfo Sapag (Cutral Co, 9 de febrero de 1943) es un empresario y político argentino del Movimiento Popular Neuquino, que se desempeñó como senador nacional por la provincia del Neuquén entre 1993 y 2001. Fue también vicegobernador del Neuquén entre 1991 y 1993.

## Biografía
Nació en Cutral Co (Neuquén) en 1943, hijo de Elías Sapag, senador nacional por Neuquén, y Alma Teresa Cavallo. Entre sus hermanos, Jorge Augusto fue gobernador del Neuquén, Luz María, senadora nacional y Alma, diputada nacional por la misma provincia.
En el sector privado, fue empresario del rubro de la construcción. En política, adhirió al Movimiento Popular Neuquino (MPN), fundado por su familia, desempeñándose como convencional y fundador y primer presidente de la juventud del partido. En las elecciones provinciales de 1991, fue elegido vicegobernador del Neuquén, acompañando en la fórmula a Jorge Sobisch. Antes de las mismas, se había enfrentado a internas contra la fórmula de su primo Luis Felipe Sapag. Más tarde, de cara a las elecciones provinciales de 1999, se enfrentó a Sobich en las internas del MPN a la gobernación neuquina.
En septiembre de 1993 asumió como senador nacional por la provincia del Neuquén, para completar el mandato de su padre Elías (fallecido y quien había sido reelegido el año anterior), hasta diciembre de 2001.
Fue vicepresidente de la comisión sobre Emergencia Económica e integró como vocal las comisiones de Reforma del Estado y Seguimiento de las Privatizaciones; de la Inversión; de Asuntos Administrativos y Municipales; de Energía; de Recursos Hídricos; y de Deuda Social. También presidió la comisión de Energía e integró la comisión bicameral de reconversión de la industria gasífera y eléctrica. Desde esos cargos apoyó las privatizaciones de las empresas energéticas estatales como Yacimientos Petrolíferos Fiscales y Gas del Estado.